# 太平軍一破江南大營
太平軍一破江南大營為中國咸豐六年（1856年）6月17日起，太平天國東王楊秀清、翼王石達開率太平軍四十萬以上，繼破武昌、南京清軍後，再次以壓倒性的兵力「反圍攻」駐紮在天京城外明孝陵由向榮領導的綠營。綠營兵力近十萬，但在這一次的殲滅戰中折損殆盡。太平軍大勝之餘，東王楊秀清據功驕縱，引起眾王將不滿，不久後爆發天京內訌。

## 經過
第一次江南大營，清軍駐軍近十萬兵力，欽差大臣向榮將司令部及重兵置於「北營」，目的在待時圖謀天京；其餘部隊置於「南營」，以綠營水師駐守南京南澤湖區域以預防太平軍派兵進攻蘇杭的富庶地區。

### 佯攻：石達開先攻
清軍、太平軍對峙於天京城外三年，主因在太平軍「雖號稱五十萬」卻多是農民、非專職軍人；清軍僅約十萬，卻都是「綠營」、「八旗」等武藝精通、裝備精良的正規軍。由於都無戰勝對方把握，此三年雙方都在試探彼此實力，不願先輕啟戰釁。
此三年內太平軍不停派兵「西征」，即是透過「以戰練兵」，練出「翼王」石達開此精銳勇猛太平軍部隊；江南大營清軍失察，遂鑄首錯。

### 援南：向榮中計
石達開率軍離開「西征」戰場，攜數千艘「廣東飛船」(類似端午節龍舟，每艘可搭乘太平軍戰士10人左右)，循長江支流迅速抵達江南大營「南營」，一上岸就以迅猛的速度進攻，逢清軍即砍伐，「南營」清軍立即感受此批太平軍非同小可，難以抵擋。
綠營馬兵名將兼僧格林沁愛將托明阿即時支援「南營」清軍。副帥江南提督和春卻不支援，使托明阿陷入苦戰。
向榮令張國樑領「北營」兵傾巢出救「南營」，僅留萬餘清軍在司令部；太平軍「東王」楊秀清迅令北路各股太平軍奔襲同撲向「北營」。

### 空營：太平軍四路圍攻
6月18日早，燕王秦日綱統領部將李秀成、陳玉成，兵分三路自南京城之西的燕子磯、龍脖子、玄武湖之北的神策門以及玄武湖之南的太平門四大門共6萬兵圍攻明孝陵清軍帥營。向榮緊閉「北營」城門陷入苦戰，由早至夜至次日，戰鬥皆未停息。
秦日綱請求楊秀清開城門讓已經戰了一日一夜而兵疲馬乏的太平軍進天京休息，計畫以長久圍困戰削弱榮帥營，待時機成熟一舉殲滅。楊秀清卻嚴令不准，並要求戰勝清軍後才准秦、陳、李率部還返天京。秦雖奉令力戰卻心生不滿，埋下日後行刺楊秀清動機。
6月19日早，和春、托明阿率殘兵才剛退回帥營，由石達開所率領的第四路軍已趕到並與秦、陳、李會合，明孝陵即將失守。此時向榮急調回張國樑救援，導致張部疲於奔命。

### 楊秀清衝出天京
6月20日，張國樑援軍抵達。各路太平軍合力，直攻明孝陵向榮本营，導致張左腿中彈負傷，幾近被太平軍生擒，參將陳明志等人戰死。不久，向榮決定放棄江南大營，逃向江北大營，秦日綱追擊綠營渡江北逃殘部，清軍僅餘的四萬兵力潰不成軍，經營三年多的第一次江南大營至此已不復存在。

### 追勦
此次戰役江南大營清軍之大敗，部份原因可歸咎於長時期向榮與江南提督和春意見相左、將帥失和、和春不肯力戰。咸丰六年七月初九日（8月9日），向榮因年老多病，腿足患疾，又遭此惨败，忧忿而死。向荣死后，清廷派和春为钦差大臣，接办江南军务。
中階武官都司馮子才在此戰展露頭角，以一擋百，在江北成功抵擋並擊退了太平軍燕王秦日綱的猛烈追擊，收容清軍殘兵尚餘四萬人；遂在一年半後重建“第二次江南大營”榮升官階數級為總兵（今制中將軍長）。

## 影響
三個月後，秦日綱追擊向榮的任務結束，自江北返天京後，發現楊秀清將戰功俱納己有。有先前「戰爭時不准秦返天京」之舊仇，再加上楊秀清意圖爭奪天王洪秀全的神權領導，使秦日綱對楊秀清“往之倚为心腹股肱者，今乃彼此暌隔，猜忌日生”。楊的行為也導致「北王」韋昌輝不滿，韋、秦密謀合作暗殺楊秀清。石達開逃出天京至湖北前線抽調援軍攻天京，導致武漢失守。
陳玉成、李秀成此戰時皆尚未封王，顯見是受「燕王」秦日綱平時給予的實戰調教訓練，成為太平天國後半兩大能戰支柱。
向榮死後，和春升欽差大臣；張國樑由提督升官為江南提督；托明阿返江北後又失數城，身為江北大營欽差大臣的他被革職，北歸建僧格林沁部；德興阿升官欽差大臣，勝保總兵升官提督，因他們雖戰敗但能力守不致於慘敗以激勵清軍士氣。

## 外部連結
- 《一破江北江南大营（1856年2月——6月）(1)》，中华网。